# Свети Никанор (Сятища)
„Свети Никанор“ (на гръцки: Ιερός Ναός Αγίου Νικάνορα Σιάτιστας) е православна църква в град Сятища, Егейска Македония, Гърция, част от Сисанийската и Сятищка епархия на Вселенската патриаршия.

## История
Църквата е гробищен храм, разположен в южния край на Герания, южната махала на Сятища.

## Истрия
Изградена е в 1709 година при архиерейството на архиепископ Зосим II. В 1899 година е обновена - над вратата има надпис „Ο θείος ούτος και ιερός ναός, ο επ’ ονόματι τιμώμενος του οσίου πατρός ημών Νικάνορος του θαυματουργού ηγέρθη εκ βάθρων το Σ<ωτήριον> έτος 1709 αρχιερατεύοντος του Κου Ζωσιμά. Επεσκευάσθη δε κατ’ Αύγουστον του 1899 τη (με τη) συνδρομή και πρωτοβουλία του κ. Ιωάννου Καρακώτσιου“. В Зосимовата кондика няма позоваване на църквата, нито пък има дарения от верните или завещания, както е при други църкви в градчето.

## Архитектура
Представлява трикорабна, вкопана базилика с нартекс и женска църква. Има дървен иконостас, декориран в стил сятищките богаташки къщи.